# Auguste Chevrolat
Louis Alexandre Auguste Chevrolat est un entomologiste français né le 29 mars 1799 à Paris et mort le 16 décembre 1884 dans cette même ville.

## Biographie
Fonctionnaire à l’octroi de Paris, cet entomologiste amateur étudie principalement les coléoptères et les oiseaux. Il étudie dans sa jeunesse auprès de Latreille et Dejean. Il publie près de 250 notes et articles et est l’auteur de l'identification de plus de deux mille espèces. Il écrit des articles sur les phytophages dans le catalogue des insectes de Dejean et le dictionnaire d'Alcide d'Orbigny. Il prend sa retraite en 1856, se consacrant entièrement à sa passion.
Il participe à la fondation de la Société entomologique de France en 1832. Il travaille principalement sur les coléoptères et en particulier sur les carabiques, les curculionidés, les longicornes, les buprestes. Il étudie aussi les coléoptères de Cuba. Sa collection, contenant notamment une partie de la collection de Guillaume-Antoine Olivier (1756-1814), a été dispersée après sa mort. Une partie se trouve aujourd'hui au musée d'histoire naturelle de Londres.

## Hommages
- (Curculionidae) Eupholus chevrolati Guérin-Méneville

## Quelques publications
- (1833) Description de Buprestis analis, Magasin de Zoologie 1833, Insectes, No 60, 1 planche couleur.
- (1833) Coléoptères du Mexique, Fascicule 1, [25 pp.], oct. 1833. Strasbourg.
- (1834) Coléoptères du Mexique, Fascicule 2, [50 pp.], mars 1834; Fascicule 3, [48 pp.], novembre 1834, Strasbourg.
- (1835) Coléoptères du Mexique, Fascicule 4, [70 pp.], janvier 1835; Fascicule 5, [50 pp.], janvier 1835; Fascicule 6, [48 pp.], juin 1835; Fascicule 8, [68 pp.], septembre 1835, Strasbourg.
- (1838) Centurie de Buprestides, Revue Entomologique, 5: 41-110.
- (1838) Description de trois Buprestis et d'un superbe Cyphus nouveau, Revue de Zoologique, 1838, p. 55–56.
- (1838) Insectes Coléoptères inédits, découverts par M. Lanier dans l'intérieur de l'île de Cuba, Revue de Zoologique, p. 279–286.
- (1841) Description de trente quatre espèces de Coléoptères de Manille et d'un Tricondyle de Ceylan, Revue de Zoologique 1841, p. 221–228.
- (1843) Description d'une nouvelle espèce de Buprestide, Revue de Zoologique 6: 201.
- (1844) Note rectificative de quelques espèces de la famille des Sternoxes (Buprestides), et description d'une nouvelle espèce d'Anthonomus, découverte aux environs de Paris, Revue de Zoologique, p. 134–144.
- (1844) Mélanges et nouvelles, Revue Zoologique, par la société cuviérienne, 1844: 239-240.
- (1853) Description d'une nouvelle espèces de Buprestide, Revue et Magasin de Zoologie (2) 6: 308-309. [Chalcophora langeri No 7 au lieu de (2) 6]
- (1854) Coléoptères de Syrie, Revue et Magasin de Zoologie (2) 6, p. 389–396, 432-437, 479-486.
- (1854) Une note de synonymique, Revue et Magasin de Zoologie (2) 6: 701.
- (1855-1858) Première centurie de Longicornes du Vieux Calabar, précédée de la révision du genre Listroptera, etc., Paris.
- (1856) Essai monographique sur le genre Rhopalophora, Paris.
- (1859) Descriptions de dix Coléoptères nouveaux de l'Algérie, Revue et Magasin de Zoologie (2) 11: 380-390.
- (1860) Descriptions de Coléoptères nouveaux de l'Algérie, Revue et Magasin de Zoologie (2) 12, p. 75–82, 128-137, 208-212, 269-271, 302-304, 409-410, 448-459, 509-511.
- (1861) Descriptions de Coléoptères nouveaux de l'Algérie, Revue et Magasin de Zoologie (2) 13, p. 118–126, 147-155, 205-208, 264-270, 306-312.
- (1861) Description d'un genre inédit de Dejean (Centrocerum) de la tribu des cérambycides. LA Chevrolat - Ann. Soc. Entomol. Fr
- (1862) Réflexions et notes synonymiques sur le travail de M. James Thomson sur les Cérambycules avec descriptions de quelques nouvelles espèces, Londres.
- (1863) Des Clytides du Mexique, du Brésil, de l'ancienne Colombie, des Guyanes, du Chili, de la Bolivie, des Antilles, etc., création de genres : Révision des genres Eriphus et Mallosoma et établissement de trois nouveaux genres de cérambycides, Paris.
- (1867) Coléoptères de l'île de Cuba. (Suite) Notes, synonymies et descriptions d'espèces nouvelles. Septième mémoire. Famille des Buprestides, Throscides, Eucnémides et Élaterides, Annales de la Société Entomologique de France (4) 7: 571-616.
- (1873) Mémoire sur les Cléonides, Paris.
- (1874) Catalogue des Clérides de la collection de M. A. Chevrolat, Paris